# ActiveVirusShield
AOL Active Virus Shield (скорочено AVS) — безкоштовне антивірусне програмне забезпечення від компанії AOL створений на базі Антівіруса Касперського 6. Наразі програма не підтримується, а сам проєкт закритий.
Програма включає:
- резидентний файловий монітор (сканер по доступу);
- компонент, що перевіряє електронну пошту прийняту по протоколах POP3, IMAP4 та відправлену по протоколу SMTP;
- антивірусний сканер, з можливістю сканування за розкладом та із завданням зумовлених об'єктами для сканування[прояснити] (критичні об'єкти, об'єкти автозапуску), а також можливістю створити свої власні завдання.

AVS створений на основі Антівіруса Касперського 6 і відрізняється від нього оформленням, наявністю лише англомовній версії та відсутністю деяких компонентів, а саме:
- проактивного захисту;
- захисту інтернет-з'єднань.

Антивірус був безкоштовний для завантаження для всіх користувачів (членство в AOL було не потрібне). Для роботи був необхідний ліцензійний номер, що висилався на адресу електронної пошти. Останні версії антивіруса підтримували 32- та 64-бітові версії MS Windows Vista.
Починаючи з серпня 2007 року можливість отримувати активаційні ключі та завантажити дистрибутив з сайту AOL була закрита. Замість AVS підписчикам AOL пропонується завантажити та встановити McAfee Virus Scan Plus.

## Критика
Антивірус часто критикували за достатньо обмежені можливості. Крім того ліцензійний ключ необхідно було поновлювати раз на рік. Деякі користувачі повідомляли про проблеми сумісності продукту з McAfee Personal Firewall Plus, ZoneAlarm та продуктами компанії Logitech.